# Hoboken (Belgique)
Pour les articles homonymes, voir Hoboken.

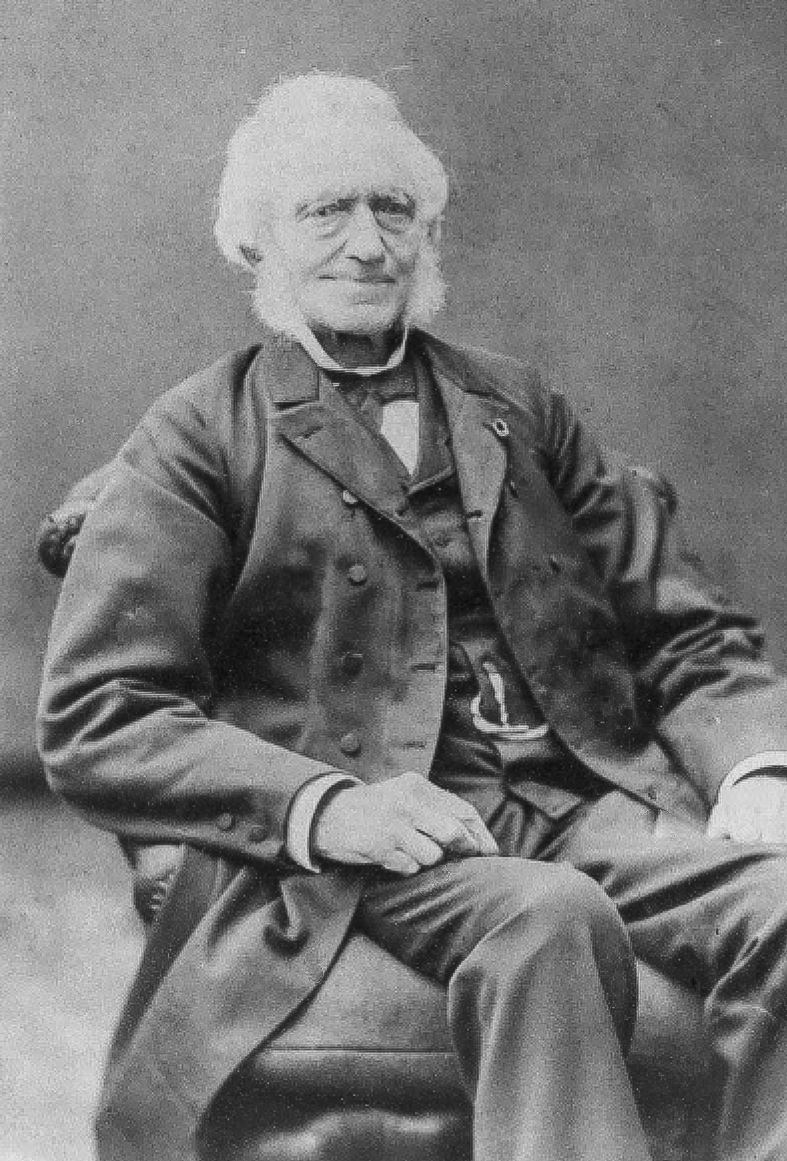
Le docteur Pierre Joseph Lambrechts est le premier bourgmestre de Hoboken après l'independance belge. Il est le beau-père de Guillaume Delcourt, navigateur belge.

Hoboken est un district de la ville belge d'Anvers, sur la rive droite de l'Escaut. Anvers est la seule commune du pays à être divisée en districts. En 1873, Cockerill-Sambre y a établi un chantier naval. C'était une commune à part entière avant la fusion des communes de 1983.

## Toponymie
Le nom de Hoboken est composé de « Ho » et « boken ». Ho est une abréviation de « Hoog », ce qui signifie « haut(e) », boken vient du mot moyen-néerlandais « Boeken » (en néerlandais actuel : « beuken ») ce qui se traduit par hêtres. Alors, « Hoboken » signifie littéralement « Les hêtres hauts » ou « Hêtres-Hauts ». Les hêtres décorent d'ailleurs la commune pendant des siècles.

## Démographie

### Évolution démographique
- Sources : INS, Rem. : 1831 jusqu'en 1981 = recensements[2].

## Patrimoine
- Château de Broydenborg
- Fort VIII

## Pollution de l'usine Umicore
L'usine d'Umicore à Hoboken, anciennement connue sous le nom de Union Minière, a des racines qui remontent à la Métallurgie Hoboken. Cette installation est une source importante de pollution et intoxication dans la région, principalement par le biais de métaux lourds tels que le plomb.

## L'histoire de Umicore à Hoboken
- 1887 : Création de l'usine de dessalement à Hoboken, connue sous le nom de « De Zilver ».
- Années 1900 : Après des rachats et des fusions, Métallurgie Hoboken - Overpelt a été créée, laquelle a ensuite fusionné avec Union Minière.
- Années 1970 : Les effets de la pollution deviennent évidents. Le groupe « Hoboken Medische Werkgroep » (groupe de travail médical de Hoboken) est formé. Un reportage de l'émission « Panorama » met en lumière la situation lorsque les vaches d'une agricultrice meurent subitement, suivi par des maladies chez les enfants de la région.
- 2001 : L'entreprise est rebaptisée Umicore avec le slogan « Materials for a better life » (Matériaux pour une vie meilleure).
- 2007 et 2009: En 2007 et 2008, le sol des quartiers Hertogvelden et Moretusburg a été assaini par l'Agence publique des déchets de Flandre (OVAM). Le sol contaminé a été excavé et les maisons ont été dépoussiérées[3].
- 2015 : Dépassement de la norme européenne sur le plomb, lancement d'un plan d'action pour y remédier.

## Surveillance et Réduction de la Pollution
Depuis 2015, les émissions d'Umicore Hoboken sont surveillées conformément à la législation VLAREM II. Une diminution continue du plomb, du cadmium, du dioxyde de soufre et d'autres polluants a été mesurée. Les spécialistes indiquent que les niveaux de plomb ont globalement diminué et sont maintenus sous certaines limites. Cependant, début 2024, des niveaux élevés de plomb ont été enregistrés, suscitant des préoccupations parmi les médecins, qui soulignent que toute présence de plomb peut avoir des conséquences graves sur la santé.

## Permis environnemental Umicore
Les règles auxquelles Umicore doit se conformer pour minimiser les risques pour la santé des citoyens ont été définies en 2014 dans le permis d'environnement délivré par la province d'Anvers. La province s'est basée sur les lignes directrices publiées par l'Organisation mondiale de la santé (OMS) en 2000. Le permis d'environnement stipule que «la concentration moyenne de plomb dans le sang des enfants de la région (Moretusburg, Hertogvelden et Vinkevelden) doit être inférieure à 10 microgrammes par décilitre de sang. Si la directive de l'OMS change pour ce paramètre, la norme sera adaptée à la directive de l'OMS».
Au moment où le permis environnemental a été délivré en 2014, plusieurs autres organisations internationales avaient déjà établi des valeurs de référence beaucoup plus strictes pour le plomb dans le sang. L'Autorité européenne de sécurité des aliments (EFSA) a par exemple fixé la barre à 1,2 microgramme/dl de sang.
Le Centre américain de contrôle des maladies (CDC), quant à lui, l'a fixée à 5. Mais en 2014, la province a choisi d'utiliser la valeur scientifiquement dépassée de 10 microgrammes.
Officiellement, l'OMS n'a pas encore mis à jour cette ligne directrice de 2000, mais l'organisation dit que depuis 2010, elle a constamment adopté la position selon laquelle il n'y a pas de niveau connu pour ne pas avoir d'effets nocifs.
L'Institut provincial d'hygiène utilise la norme de 5 dans les analyses de sang semestrielles des enfants depuis fin 2012, soit un an et demi avant que le permis d'environnement ne soit accordé à Umicore. Mais Umicore est jugée sur la base du permis d'environnement qui mentionne 10 microgrammes. Une décision qui fait une différence substantielle pour les enfants du district. En effet, depuis l'octroi du permis d'environnement, la valeur de 5 a déjà été dépassée quatre années sur sept.

## Sources de plomb dans l'environnement
Le plomb est présent dans divers éléments de notre environnement, notamment :
- Peintures : Les maisons construites avant 1940 peuvent contenir de la peinture au plomb, particulièrement dangereuse si elle s'écaille.
- Jouets : Certains jouets anciens peuvent être peints avec des peintures contenant du plomb.
- Céramiques et Cristal : Les céramiques émaillées et le cristal peuvent libérer du plomb dans les aliments et les boissons.
- Canalisations : Les maisons anciennes peuvent avoir des canalisations en plomb, augmentant la concentration de plomb dans l'eau potable.
- Environnement : La proximité des industries de traitement du plomb et des routes très fréquentées peut augmenter l'exposition au plomb. Historiquement, le plomb était couramment utilisé dans l'essence jusqu'à son interdiction totale en 2000[8].

## Surveillance du niveau de plomb dans le sang de la population
Depuis 1978, l'exposition au plomb des enfants de 1 à 12 ans dans les quartiers de Moretusburg-Hertogvelden est surveillée par des analyses de sang. Une enquête menée en novembre 2022 par l'Institut provincial d'hygiène (PIH) a révélé que les niveaux de plomb diminuent à mesure que l'on s'éloigne de l'usine Umicore. L'étude a également confirmé que l'exposition au plomb s'étend au-delà des quartiers directement adjacents à l'usine. À l'automne 2023, le périmètre de l'enquête semestrielle sur le sang a été élargi pour inclure une zone plus vaste. Pour surveiller la santé de la population locale, les enfants, qui ont tendance à absorber plus de plomb (25-50%) que les adultes (5-10%) en raison de leur métabolisme plus rapide, des quartiers proches de l'usine d'Umicore sont invités tous les six mois à passer des tests sanguins pour vérifier leur taux de plomb.

## Conséquences du plomb sur la santé des habitants
Le corps humain n'absorbe qu'une partie du plomb ingéré, mais les enfants en absorbent proportionnellement plus que les adultes. Le plomb s'accumule principalement dans les os et, dans une moindre mesure, dans le sang.
Chez les enfants, il affecte le développement du système nerveux, entraînant des troubles cognitifs et émotionnels. Chez les adultes, une exposition prolongée au plomb peut causer des problèmes cardiovasculaires et rénaux. Le saturnisme se manifeste par divers symptômes, notamment la fatigue, la diminution de l'appétit, les douleurs articulaires et les crampes abdominales.

Le plomb est classé comme « probablement cancérigène pour l'homme » par le Centre international de recherche sur le cancer (CIRC) et l'Agence américaine de protection de l'environnement (EPA).